# Junichi Kono
Junichi Kono (高野 純一 Kono Junichi?), född 21 januari 1992 i Hyōgo prefektur, är en japansk fotbollsspelare.
Kono började sin karriär 2014 i FC Ryukyu. Han spelade 11 ligamatcher för klubben. 2016 flyttade han till FC Osaka. Han avslutade karriären 2016.